# Hedysarum pseudastragalus
Hedysarum pseudastragalus är en ärtväxtart som beskrevs av Oskar Eberhard Ulbrich. Hedysarum pseudastragalus ingår i släktet buskväpplingar, och familjen ärtväxter. Inga underarter finns listade i Catalogue of Life.